# Adrian Proteasa
Adrian Proteasa (né le 1er mars 1959) est un athlète roumain, spécialiste du saut en hauteur. 

## Biographie
En 1980, Adrian Proteasa remporte la médaille de bronze lors de championnats d'Europe en salle, derrière l'Allemand Dietmar Mögenburg et le Polonais Jacek Wszoła. Aux Jeux olympiques de Moscou, il prend la 7e en franchissant 2,21 m.
Il remporte le titre national au saut en hauteur de 1977 à 1981.

### Palmarès
| Date | Compétition                    | Lieu         | Résultat | Performance |
| ---- | ------------------------------ | ------------ | -------- | ----------- |
| 1980 | Championnats d'Europe en salle | Sindelfingen | 3e       | 2,29 m      |
| 1980 | Jeux olympiques                | Moscou       | 7e       | 2,21 m      |

### Records
| Épreuve         | Épreuve      | Performance | Lieu         | Date           |
| --------------- | ------------ | ----------- | ------------ | -------------- |
| Saut en hauteur | En plein air | 2,26 m      | Bucarest     | 4 juillet 1980 |
| Saut en hauteur | En salle     | 2,29 m      | Sindelfingen | 2 mars 1980    |